# Jan Frydrych
Jan Frydrych (* 10. září 1953 Šumperk) je sklářský výtvarník a pedagog. Svá díla vytváří z optického skla a kombinuje různé techniky jeho zpracování.

## Život
Jan Frydrych se narodil 10. září v Šumperku. Vystudoval odborné sklářské učiliště v Novém Boru obor broušení skla, na kterém později působil jako pedagog, gymnázium v Liberci a Pedagogickou fakultu v Ústí nad Labem. Od roku 1981 působí jako nezávislý sklářský výtvarník.

## Dílo
Jeho broušené a lepené skleněné plastiky se vyznačují dokonalým zpracováním a precizností. Spolupracoval i s mnoha dalšími sklářskými výtvarníky, např. s Václavem Ciglerem a Jeronimem Tišljarem. Dále se také podílel na četných realizacích do architektury (kříž v interiéru kostela svatého Václava v Sazovicích, kříž Nového kostela v Litomyšli, skleněná zeď v Záhřebu, a mnoho dalších). Své vlastní objekty pravidelně vystavuje v Evropě, ve Spojených státech a na Blízkém východě.

## Výběr posledních výstav
- 2017 Crystal Caviar, Monaco Yacht Show, Monako[13]
- 2018 Crystal Caviar, Dubai International Boat Show, Dubaj[14]
- 2018 /2019  Východočeské muzeum Pardubice, Zámek Pardubice[15]
- 2019 Gallery Kuzebauch, Praha[16]
- 2019 Muzeum regionu Valašsko, Vsetín[17]
- 2024 Kolokrám, Kamenický Šenov[18]